# Małgorzata Rożniatowska
Małgorzata Rożniatowska (ur. 29 kwietnia 1950 w Warszawie) – polska aktorka filmowa i teatralna.

## Nagrody
W 1974 z wyróżnieniem ukończyła studia na PWST w Warszawie. Wielokrotnie nagradzana za rolę Anity Szaniawskiej w monodramie Remigiusza Grzeli „Uwaga – złe psy!” w reżyserii Michała Siegoczyńskiego, Teatr Wytwórnia (Grand Prix Ogólnopolskiego Przeglądu Monodramu Współczesnego, Warszawa 2006; Grand Prix i Nagroda Dziennikarzy 46. Kaliskich Spotkań Teatralnych 2006; Grand Prix w Konkursie na wystawienie polskiej sztuki współczesnej 2006, organizowanego przez Ministra Kultury i Dziedzictwa Narodowego, Teatr Narodowy i Związek Artystów Scen Polskich; Nagroda Aktorska na 5. Festiwalu Prapremier Teatralnych w Bydgoszczy).
Rola Anity Szaniawskiej uznana została za najlepszą w sezonie teatralnym 2005-2006 przez „Rzeczpospolitą” i „Przekrój”. Tygodnik „Polityka” w subiektywnym rankingu aktorów nazwał tę rolę „zwycięstwem”, a tygodnik „Przegląd” jedną z najważniejszych w sezonie 2005–2006.

## Filmografia
- Baby boom, czyli kogel-mogel 5 jako Zofia Goździkowa, 2024
- Dalej Jazda! jako Elżbieta Gugulak, 2024
- Teściowie jako babcia, od 2023
- Krakowskie potwory jako Bożena Złota, babcia Alex, 2022[1]
- Koniec świata, czyli kogel-mogel 4 jako Zofia Goździkowa, 2022
- Miszmasz, czyli kogel-mogel 3 jako Zofia Goździkowa, 2019
- Przypadki Cezarego P. jako Irena, 2015
- M jak miłość jako Zofia Kisiel-Żak, od 2013
- Na Wspólnej jako Jadzia, 2012
- Pora umierać jako pani doktor, 2006
- Polana pośród brzeziny (Petite prairie aux bouleaux, La) jako Kucharka w barze, 2003
- Cześć Tereska jako matka, 2003
- Pieniądze to nie wszystko jako chłopka w dresie na blokadzie, 2001
- Pierwszy milion jako bufetowa, 2000
- Gwiazdka w Złotopolicach jako Kleczkowska, 1999
- Egzekutor jako recepcjonistka w szpitalu, 1999
- Tygrysy Europy jako sąsiadka Laskowskich, 1999
- Jak narkotyk jako salowa, 1999
- Na koniec świata jako zakonnica, 1999
- Pierwszy milion jako bufetowa, 1999
- Dług jako pielęgniarka, 1999
- Prostytutki, 1997
- Przystań, 1997
- Historia o proroku Eliaszu z Wierszalina, 1997
- Młode wilki 1/2 jako celniczka, 1997
- Złotopolscy jako Elżunia Kleczkowska, 1997
- Cudze szczęście jako pielęgniarka, 1997
- Szczęśliwego Nowego Jorku jako matka Azbesta, 1997
- Awantura o Basię jako Klementowa, 1996
- Dzieci i ryby jako uczestniczka zjazdu absolwentów, 1996
- Gry uliczne jako pracownica warszawskiego metra w opowieści Janka, 1996
- Król olch (Der Unhold) jako matka wieśniaka, 1996
- Awantura o Basię jako gospodyni domowa, 1995
- Pokuszenie, 1995
- Faustyna jako siostra kucharka, 1994
- Kraj świata jako kobieta czekająca na cud, 1993
- Panny i wdowy jako służąca, 1991
- Mów mi Rockefeller jako kandydatka na gospodynię domową, 1990
- 300 mil do nieba, 1989
- Krótki film o miłości jako naczelniczka poczty, 1988
- Mistrz i Małgorzata jako konduktorka w tramwaju (tylko odcinek 1), 1988
- Dekalog VI, 1988
- W labiryncie jako urzędniczka, 1988
- Nadzór jako pielęgniarka w Dunajcu, 1983
- Krzyk jako kelnerka, 1982
- Ślad na ziemi jako żona Anioła, 1978
- Daleko od szosy jako bratowa Leszka, 1976
- Chleba naszego powszedniego, 1974
- Awans, 1974

### Gościnnie
- Prawo Agaty jako Bożena Adamowicz (odc. 12), 2012
- Pitbull jako Drzewiecka, żona Kazia (odc. 10), 2007
- Kryminalni jako Barbara Michalska, 2004
- Policjanci jako sprzątaczka w komendzie, 2004
- Twarze i maski jako kobieta w kościele, 2000
- Jest jak jest jako salowa, 1994
- Bank nie z tej ziemi jako klientka w sklepie, 1993
- Lombard. Życie pod zastaw jako Filomena Kociubińska, 2020